# Fédération nationale des offices de tourisme et syndicats d’initiatives

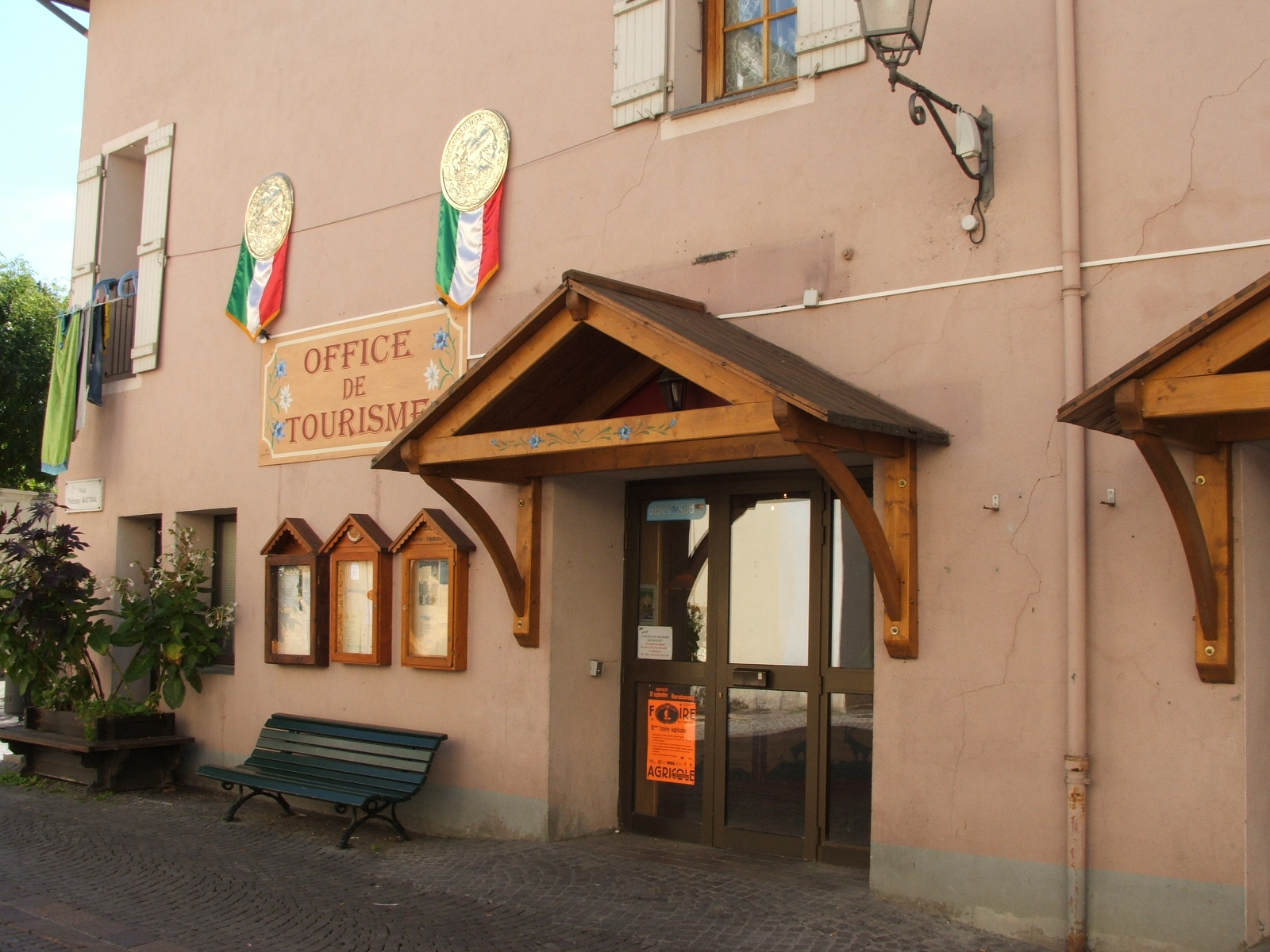
Fremdenverkehrsbüro in Barcelonnette (Alpes-de-Haute-Provence)

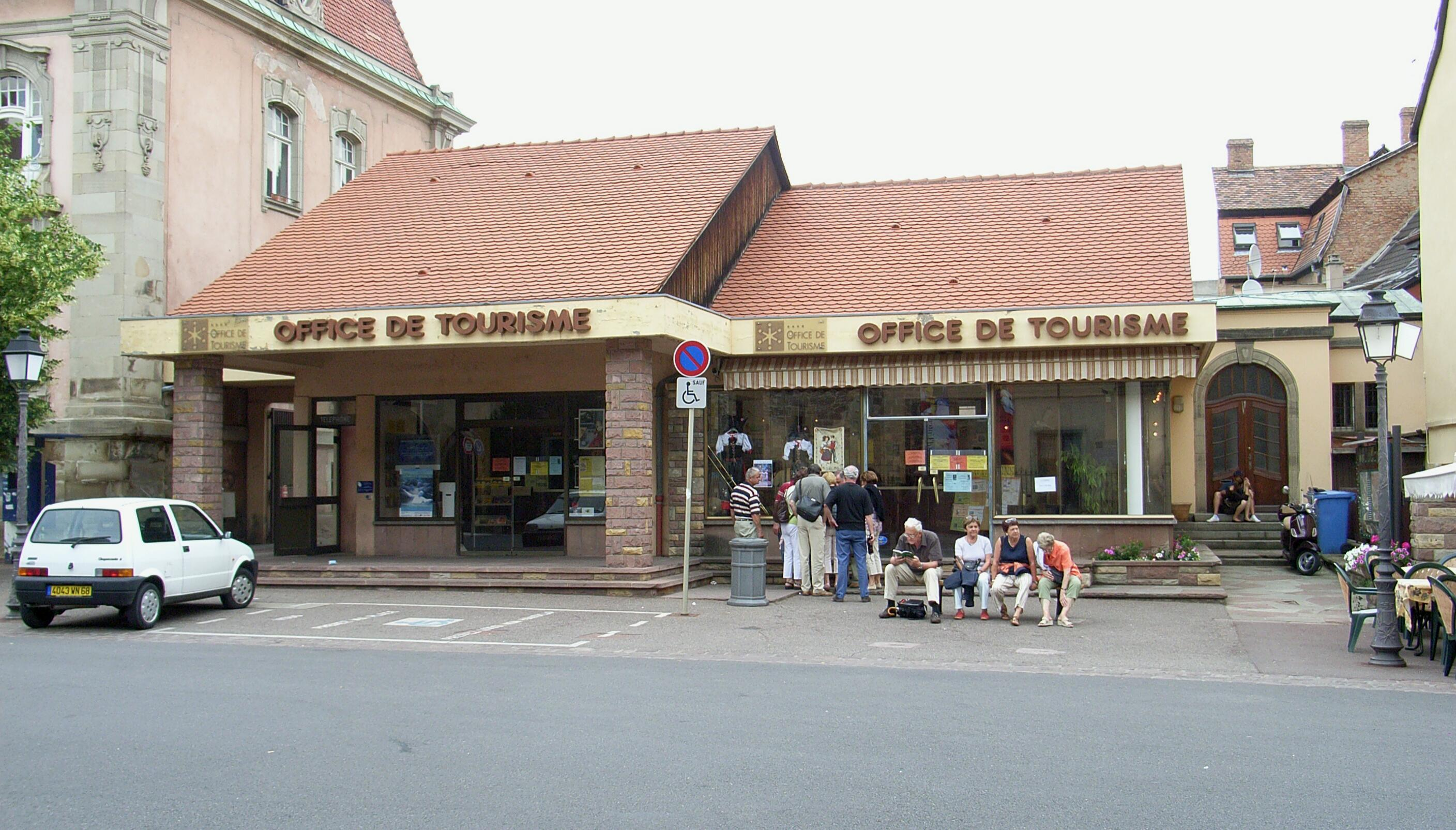
Fremdenverkehrsbüro in Colmar (Elsass)

Die Fédération nationale des offices de tourisme et syndicats d’initiatives, kurz FNOTSI, mit Sitz in Paris ist der nationale Dachverband der französischen Fremdenverkehrsverbände (frz. offices de tourisme) und Fremdenverkehrsbüros (frz. syndicats d'initiative). Die FNOTSI vereinigt etwa 3600 Mitglieder und vertritt damit nach eigenen Angaben das dichteste europäische Netz von Fremdenverkehrsstrukturen.
Ziel des Dachverbandes ist die Interessenwahrung seiner Mitglieder gegenüber öffentlicher Instanzen oder anderer öffentlicher oder privater Partner. Er definiert die generellen Linien der Politik innerhalb des Mitgliedernetzes, koordiniert Aktionen und gibt Impulse. Er bürgt für die Erfüllung der per Artikel 10 des Gesetzes vom 23. Dezember 1992 definierten Missionen der Fremdenverkehrsverbände und -büros: Empfang, Information und Werbung, sowie für Verkaufsförderung, Animation und Argumentierung gegenüber Gemeindeverwaltungen und lokaler Bevölkerung. In der nationalen Kommission, die unter der Schirmherrschaft des französischen Staatssekretärs für Tourismus über die Klassifizierung der Fremdenverkehrsverbände (1 bis 4 Sterne) entscheidet, ist die FNOTSI durch vier delegierte Mitglieder vertreten.
Zwecks Erlangung der Ziele der FNOTSI setzen sich ständig mehrere, jeweils von einem Mitglied des Dachverbandes geleitete Arbeitskommissionen mit Fragen zu Themen wie „Empfang“, „Kultur“, „Umwelt“, „Ausbildung“, „Beherbergung“ auseinander.
Des Weiteren gibt es innerhalb der FNOTSI mehrere Themenclubs, in denen sich die Verantwortlichen von Fremdenverkehrsverbänden oder -büros zusammenfinden, um gemeinsame Werbe- oder Verkaufsförderungskampagnen zu initiieren und Wege und Mittel zu finden, um ihren Ort weiter aufzuwerten oder ihre Kundschaft besser zufriedenzustellen. Beispielsweise sind im Club „Presse“ 80 Fremdenverkehrsvereine zusammengeschlossen, die regelmäßige Begegnungen mit Vertretern der Fachpresse organisieren und das viermal jährlich erscheinende, an 850 in- und ausländische Fachjournalisten verteilte Blatt „Tourisme Avant-Première“ herausgeben. Im Club „Bon Week-end en Villes“ (Schönes Wochenende in den Städten) sind 40 Fremdenverkehrsämter mit Partnern aus dem Hotelgewerbe vereint, die in der Wintersaison zwei Hotelübernachtungen zum Preis von einer anbieten, im Club „Offices de Tourisme du Littoral“ (Fremdenverkehrsvereine der Küste) 30 Fremdenverkehrsvereine der Atlantikküste mit dem Ziel der gemeinsamen Imagepflege, und im Club „Villes Sanctuaires“ (Heilige Städte) 15 Wallfahrtsorte, die Programme für Pilgerfahrten und Führungen zu übergreifenden Themen erarbeiten.
Die FNOTSI und ihre Mitglieder sind im Internet unter der Bezeichnung „Tourisme en France“ präsent. Im Internet unterhält die FNOTSI auch ihre Arbeitsmarktbörse für Stellengesuche und -angebote. Sie strebt mittelfristig die Schaffung von 1500 neuen Arbeitsplätzen an. Parallel zu diesem Betätigungsfeld bietet sie ein Weiterbildungsprogramm für die Angestellten der ihr angeschlossenen Fremdenverkehrsverbände und -büros an.